# Josef Zacherl
Josef Zacherl (* 4. September 1867 in Edt bei Lambach; † 29. Juli 1939 ebenda) war ein österreichischer Politiker und Landwirt. Er war von 1914 bis 1931 Abgeordneter zum Oberösterreichischen Landtag.

## Leben
Zacherl war beruflich als Landwirt aktiv und ab 1927 Ausschussmitglied im Oberösterreichischen Bauernbund. Er wirkte ab 1894 als Gemeinderat der Christlichsozialen Partei in Edt bei Lambach und hatte von 2. Juli 1900 bis 1929 das Amt des Bürgermeisters von Edt inne. Er wurde am 9. Jänner 1914 erstmals als Landtagsabgeordneter angelobt und war vom 18. November 1918 bis zum 15. Mai 1919 Mitglied der Provisorischen Landesversammlung. Danach wirkte er erneut vom 23. Juni 1919 bis zum 29. Jänner 1931 als Landtagsabgeordneter, zudem war er vom 23. Juni 1919 bis zum 18. Mai 1925 Landesrat-Stellvertreter.